# 低地 (电影)
《低地》（英語：Lowlands）是由德國女導演萊尼·里芬斯塔爾制片、执导、编剧、主演、剪辑的一部1954年黑白劇情片。它改编自歌剧《低地》（Eugen d'Albert的音乐，Rudolph Lothar的歌词）和Àngel Guimerà的原创歌剧《Terra baixa》。萊尼·里芬斯塔爾在1934年开始写剧本，在1940到1944年拍摄电影。尽管在第二次世界大战后电影没有拍完，它还是在1954年2月11日完成并发行。當時在吉尼斯世界纪录大全里，它是制片时间最长的剧情片。其後，《小偷與鞋匠》打破这个紀录——它跨越了31年，从1964年到1995年完成。